# انجمن فیلم مانچوکوئو

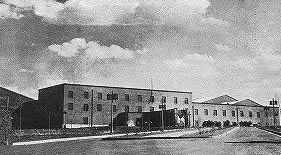
یک استودیو فیلم برداری امپراتوری در ژاپن است

انجمن فیلم مانچوکوئو (به ژاپنی: 満洲映画協会, Manshu Eiga Kyokai)) همچنین به عنوان «تولید فیلم منچوری» شناخته می‌شود، یک استودیوی فیلم امپراتوری ژاپن در مانچوکوئو در دهه‌های ۱۹۳۰ و ۱۹۴۰ بود.